# Estadio Nueva Condomina
El Estadio Nueva Condomina, conocido actualmente como Estadio Enrique Roca de Murcia por motivos de patrocinio, es el estadio de fútbol en el que disputa sus partidos el Real Murcia C. F. Se encuentra en el municipio de Murcia (España).
Tiene capacidad para 31 175 espectadores, y fue inaugurado el día 11 de octubre de 2006 con la celebración de un partido amistoso entre España y Argentina.
El Real Murcia disputó su primer partido el 26 de noviembre en partido de Liga ante el Real Valladolid, correspondiente a la jornada 14 de Segunda División. El conjunto vallisoletano, que esa temporada se proclamaría campeón, venció por un contundente 1-4.
Junto al estadio se encuentra el Centro Comercial Nueva Condomina.
Aunque el promotor privado del estadio afirmó durante todo el proyecto que sería catalogado como estadio cinco estrellas por la UEFA, pudiendo así celebrar finales de la Liga de Campeones, este hecho finalmente se reveló imposible pues es requisito necesario para obtener esta calificación que el Estadio tenga un aforo mínimo de 50 000 espectadores.
Con la inclusión de la ciudad de Murcia y el Estadio Nueva Condomina en la Candidatura Ibérica para acoger la Copa Mundial de Fútbol de 2018 o la Copa Mundial de Fútbol de 2022, se proyectó una ampliación del estadio, tras la cual pasaría a tener más de 43 000 localidades, y se multiplicarían los palcos privados y la zona de prensa. Finalmente las candidaturas elegidas fueron Rusia (2018) y Catar (2022) y el proyecto quedó pospuesto para un futuro.
La selección española ha jugado cinco partidos en este estadio. Ante Argentina (2006), Bosnia y Herzegovina (2008), Polonia (2010) y Colombia (2017) y Dinamarca (2024).